# Dalmatinska panceta
Dalmatinska panceta trajni je suhomesnati proizvod pravokutnog oblika, koji se proizvodi od obrađene mesnate slanine svinja, postupcima soljenja ili salamurenja, hladnog dimljenja te sušenja i zrenja. Blago je slankastog okusa, mek, topljiv i sočan, uz blago izraženu aromu po dimu. Na presjeku je muskulatura crvene boje dok je masno tkivo bijele do ružičaste boje, dok je na rubovima svijetlo žućkaste boje kao posljedica postupka dimljenja.
Zemljopisno područje proizvodnje obuhvaća grad Novalju u Ličko-senjskoj županiji, gradove Benkovac, Biograd, Nin, Obrovac, Pag i Zadar te općine Bibinje, Galovac, Jasenice, Kali, Kolan, Kukljica, Lišane Ostrovičke, Novigrad, Pakoštane, Pašman, Polača, Poličnik, Posedarje, Povljana, Preko, Privlaka, Ražanac, Sali, Stankovci, Starigrad, Sukošan, Sveti Filip i Jakov, Škabrnja, Tkon, Vir, Vrsi i Zemunik Donji u Zadarskoj županiji, područje Dubrovačko-neretvanske, Splitsko-dalmatinske i Šibensko-kninske županije. 
Hrvatski je autohtoni proizvod registriran i zaštićen na zajedničkom tržištu EU, gdje je dobio oznaku izvornosti i zemljopisnog podrijetla u veljači 2021. godine.